# 洛谢沃农村居民点 (谢米卢基区)
洛谢沃农村居民点（俄语：Лосевское сельское поселение）是俄罗斯联邦沃罗涅日州谢米卢基区所属的一个农村居民点。其下辖有7个居民点，行政中心为洛谢沃。据2016年统计，该农村居民点的人口为1605人。